# Міхнінка
Мі́хнінка (рос. Михнинка) — присілок у складі Котельницького району Кіровської області, Росія. Входить до складу Красногорського сільського поселення.
Населення становить 1 особа (2010, 20 у 2002).
Національний склад станом на 2002 рік — росіяни 100 %.